# 奥利弗·克尔曼
奥利弗·克尔曼（德語：Oliver Köhrmann，1976年7月26日—），德国前男子手球运动员。他曾代表德国国家队参加2008年夏季奥林匹克运动会男子手球比赛，结果获得第九名。